# Hays County
Hays County je okres ve státě Texas v USA. K roku 2010 zde žilo 157 107 obyvatel. Správním městem okresu je San Marcos. Celková rozloha okresu činí 1 761 km².